# Павлов, Николай Владимирович (тренер)
Николай Владимирович Павлов (род. 11 декабря 1962, Москва) — советский и российский тренер, преподаватель и теоретик по боксу. Заслуженный тренер России.

## Биография
Николай Павлов родился в Москве в семье Владимира Яковлевича и Наталии Фоминичны Павловых. Павлов принадлежит к поколению советских людей, чья индивидуальность сформировалась в 70-х и 80-х годах. Всё его детство и юность прошли в кругу родных и друзей на Юго-Востоке столицы — Хохловке. В 1974 году Николай Павлов пришёл в секцию бокса в Товарищеский переулок на Таганке, где тренером работал Борис Николаевич Греков.
В 1977 году Николай поступил в среднюю общеобразовательную школу-интернат спортивного профиля №9 Первомайского района Москвы. Сегодня это московское средне-специальное училище олимпийского резерва №1. В 1980 году успешно окончив училище поступил в Государственный центральный ордена Ленина институт физической культуры. В это время на кафедре бокса работали выдающиеся специалисты в области теории и методики бокса. К примеру, кафедру бокса возглавлял профессор, доктор педагогических наук Игорь Петрович Дегтярёв.
Окончил ГЦОЛИФК в 1984 году.
Получил звание Мастер спорта СССР в 1984 году.
Работал тренером – преподавателем в МГФСО Москомспорта в 1984 – 1998. Среди его учеников МСМК, победитель Первенства Европы среди юниоров 1992 года и победитель Чемпионата России 1993 года Сергей Щербаков. Подготовил целый ряд известных боксеров, среди них победители первенства Европы по боксу среди юношей (1998) Владимир Магзумов, П. Ширин, Алексей Зубок, Андрей Куватов, Игорь Алборов и серебряные призёры того же первенства Хабиб Алахвердиев, Матвей Коробов, С. Иванов и Артур Шехмурзов.
Многие годы подряд является организатором турнира им. Б.Н. Грекова.
С 1997 – 2010 старший тренер сборной России по боксу, с 2010 – тренер юношеской сборной команды России по боксу. Под его руководством сборная команда России завоевала первые общекомандные места на Первенстве Мира среди юношей старшего возраста 2001 – 2003, 2005 – 2006, 2009 и второе место на Первенстве Мира 2007; первые общекомандные места на Первенстве Европы 1998 – 2001, 2003 – 2008, 2010; первые общекомандные места на Первенстве Европы среди юношей среднего возраста 2005 – 2010 и второе место Первенстве Европы 2004.
Является Заслуженным работником физической культуры РФ 2006 года.
Награждён медалями «В память 850 – летия Москвы» (1997), «80 лет Госкомспорту» (2003), «За заслуги в спортивной науке и образовании» (2008), «За пропаганду физической культуры и спорта» (2008), знаком «Отличник физической культуры» (2004) и почетным знаком «За заслуги в развитии физической культуры и спорта» (2005).
Советник вице – президента Федерации бокса России по вопросам координации деятельности юношеской сборной по боксу 2011.
В 2014 году Николай Владимирович награждён медалью ордена «За заслуги перед Отечеством» II степени.
Получил степень кандидата педагогических наук в 2014 году по теме «Технология построения децентрализованной и централизованной подготовки боксеров-юношей 15-16 лет».